# Sverige
Sverige (svensk: Sverige), officielt Kongeriget Sverige (svensk: Konungariket Sverige), er et land i Nordeuropa. Det grænser op til Norge mod vest og Finland mod øst. Sverige er forbundet med Danmark via en bro- og tunnelforbindelse over Øresund i sydvest. Det er med sine 450.295 kvadratkilometer, heraf landareal 407.311 km², EU’s 3. største land. Med 10.553.341 indbyggere (30. juni 2024) har Sverige dog en forholdsvis lav befolkningstæthed med 25,9 indbyggere pr. kvadratkilometer landareal (september 2022). Størstedelen af landets befolkning lever i den sydlige del af landet. Omkring 87 % af svenskerne lever i byområder på over 200 indbyggere. Efter OECDs definition bor 41% af indbyggerne i byområder på over 50.000 indbyggere.
Siden forhistorisk tid har Sverige været befolket af de germanske folkeslag götere og sveere. Sydsverige er hovedsagelig landbrugsland, mens størstedelen af det nordlige Sverige er dækket af skov. Til trods for sin nordlige beliggenhed har Sverige et mildt klima. Det skyldes først og fremmest landets omfattende kystlinje. Sverige tilhører den geografiske region Skandinavien. Det konstitutionelle monarki Sverige er et parlamentarisk demokrati med en monark som statsoverhoved. Hovedstaden Stockholm er også landets største by. Den lovgivende magt udgøres af Riksdagen, der består af ét kammer med 349 medlemmer. Regeringen udgør med statsministeren i spidsen landets udøvende magt. Sverige er en enhedsstat bestående af 21 len og 290 kommuner.
Sverige opstod som en samlet nation i middelalderen. I det 17. århundrede nåede Sverige sin største udstrækning og blev en regulær stormagt. Landet bevarede sin stormagtsstatus indtil begyndelsen af det 18. århundrede. De svenske konger mistede gradvist deres territorier uden for Skandinavien i løbet af det 18. og 19. århundrede, og landets europæiske indflydelse nåede sin afslutning med Ruslands annektering af Finland i 1809. Sverige har ikke deltaget i krigshandlinger siden 1814, hvor Norge med militær magt blev tvunget ind i en personalunion under den svenske konge. Sverige forholdt sig sidenhen formelt set neutralt i udenrigspolitiske anliggender til ansøgningen om NATO-medlemskab i maj 2022. Personalunionen med Norge blev opløst i 1905 og de svenske grænser har ikke rykket sig siden da. Selvom Sverige formelt afholdt sig fra at vælge side under verdenskrigene, engagerede de svenske myndigheder sig i humanitære projekter. Svenskerne tog bl.a. imod flygtninge fra det tyskbesatte Europa under 2. verdenskrig.
Sverige blev optaget i EU den 1. januar 1995. Landet har dog afvist medlemskab af Eurozonen. Sverige er også medlem af FN, Nordisk Råd, Europarådet, WTO og OECD. Det svenske samfund baserer sig på den skandinaviske velfærdsmodel, der bl.a. yder offentlig sundhed og uddannelse til sine borgere. Landet er et af verdens rigeste lande og rangerer højt på mange internationale målinger over livskvalitet, sundhed, uddannelse, demokratiske rettigheder, økonomisk konkurrence, lighed, velstand og udvikling. Sverige har haft århundredelang tradition for neutralitet, men har i nyere tid blandt andet samarbejdet med NATO, og landet ansøgte i maj 2022 om optagelse i organisationen i lyset af Ruslands invasion af Ukraine, der var fundet sted nogle måneder forinden.

## Etymologi
Navnet Sverige er første gang dokumenteret i det episke digt, Beovulfkvadet, fra 1000-tallet, under navneformen Swēorice. Fra slutningen af 1200-tallet er det dokumenteret under formen Swerike. Mod slutningen af 1400-tallet havde navnet ændret sig til Swerighe, i 1600-tallet blev det ændret til Swerghe og Swirghe. Gustav II Adolf anvendte formen Swirge. I dag anvendes formen fra den sene middelalder, Sverige. På dansk har også formen Sverrig været i brug. På Amager ligger Sverrigsgade.

## Historie
Sverige opstod som en selvstændig enhedsstat i middelalderen. I det 17. århundrede ekspandere landet til et imperium, som blev en af de toneangivende nationer i Europa i det 17. og begyndelsen af det 18. århundrede. Det meste af det erobrede land uden for den skandinaviske halvø gik tabt i løbet af det 18. og det 19. århundrede; den østlige del af landet, det nuværende Finland, blev tabt til det Russiske Kejserrige i 1809. Den seneste krig, Sverige aktivt har været en del af, var i 1814, hvor landet med militære midler tvang Norge med ind i en personalunion. Siden har Sverige haft fred og praktiseret "alliansfrihet i fred syftande till neutralitet i krig" ("alliancefrihed i fredstid og neutralitet i krigstid"). Sverige har været medlem af EU siden 1. januar 1995 og er medlem af OECD.

### Forhistorie
Sveriges forhistorie begynder i Allerødtiden, en relativt varm periode omkring 12.000 f.Kr. i slutningen af ældre stenalder, hvorfra man har fundet arkæologiske vidnesbyrd om lejre for rensdyrjægere fra Brommekulturen. Disse første indbyggere i landet var fulgt med kanten af indlandsisen fra Weichsel-istiden, der efterhånden som den trak sig tilbage, nåede det, der nu er det sydligste Sverige. De første indbyggere var jægere og samlere, som især levede af rigdommene i Østersøen. Der er kun gjort meget sparsomme fund fra stenalderen i det meste af Sverige. Der er fundet tilvirkede flintesten i Skåne dateret omkring 9.000 f.Kr., og jægere og samlere har langsomt spredt sig nordpå. Omkring 4000 f.Kr. var der i Danmark og det sydligste Sverige indført landbrug og husdyrhold, der sandsynligvis tilsvarende har spredt sig langsomt nordpå.
Omkring begyndelsen af bronzealderen begunstigede et særdeles mildt klima, at befolkningen voksede i hele Sydskandinavien. En række arkæologiske fund fra store handelssamfund understøtter teorien om, at især det sydlige Sverige var tæt befolket i bronzealderen; helt til Stockholm er der fundet spor fra denne tid.
Fra jernalderen er det sandsynligt, at forskellige større magtområder har udviklet sig i Sverige. Tacitus beskrev i sin Germania i 98 e.Kr. en betydende stamme i det svenske område med navnet "sveer" ("kendt ikke blot for deres våben og mænd, men for deres skibe"); disse folk havde skibe med bove i begge ender (langskibe). Hvilke konger ("kuningaz"), der regerede disse sveere, er ukendt, men den nordiske mytologi kan fremvise en lang række sagnkonger, hvoraf nogle peger tilbage til de sidste par århundreder før vor tidsregning. Lokalt har man behersket skrift i form af runer, som har været brugt af eliten i det sydlige Skandinavien så langt tilbage som 2. århundrede e.Kr., men de sparsomme eksempler, man har fundet fra romertiden, er korte inskriptioner på genstande, mest af navne på mænd. Disse inskriptioner viser, at folk i Sydskandinavien på den tid talte urnordisk, en forløber for svensk og andre nordiske sprog.
I det 6. århundrede omtalte Jordanes to stammer, som han benævnte "suehans" og "suetidi", som levede i Scandza. De to navne menes at referere til den samme stamme. Suehanserne, fortalte han, havde meget fine heste i lighed med thyringi-stammen. Snorri Sturluson skrev, at den svenske konge på samme tid, Adils, havde de fineste heste på sin tid. Suehanserne kunne levere sorte ræveskind til det romerske marked. Senere nævnte Jordanes "suetidi", som menes at være en latiniseret udgave af sveer. Han skrev, at suetidierne er de højeste af stammerne sammen med danerne, som var beslægtet med dem. Senere omtalte han også andre skandinaviske stammer, som var lige så høje.
Fra et udgangspunkt i det sagnomspundne Scandza, som menes at svare til nutidens Götaland i Sverige, krydsede gotere Østersøen tidligere end 2. århundrede e.Kr. og endte i Skytien ved bredden af Sortehavet i nutidens Ukraine, hvor de har afsat arkæologiske spor i Tjernjakhovskij-kulturen. I det 5. og 6. århundrede blev dette folkeslag delt i visigoter og ostrogoter, som etablerede sig efter Romerrigets fald som stærke stater som efterfulgte romerne på den Iberiske Halvø og i Italien. Krimgotiske samfund lader til at have overlevet intakt indtil slutningen af det 18. århundrede.
Der har sandsynligvis ikke været et sammenhængende svensk herskabsområde sent i jernalderen og i vikingetiden, men snarere forskellige rivaliserende konge/høvdinge-dømmer. Kilder nævner Götaland og Svealand som to autonome stærke regioner. Det sydlige Sverige var i jernalderen sandsynligvis kulturelt knyttet tættere til områder i Danmark. Omkring Ystad er der fundet spor af en større handelsplads fra cirka 600-700 e.Kr.

### Vikingetiden og middelalderen
Vikingetiden i Sverige varede i store træk fra det 8. til det 11. århundrede. Det menes, at svenske vikinger og gotlændere især rejste øst- og sydpå til Finland, Baltikum, Rusland, Hviderusland, Ukraine, Sortehavet og så langt væk som til Bagdad. Vejen gik ad Dnepr over Konstantinopel, og på denne rute foretog de adskillige plyndringer. Den byzantinske kejser Theofilos værdsatte disse folks store militære evner og bad dem om at blive hans personlige vogtere, kendt som Væringgarden. De svenske vikinger, kaldet ruser, menes at være stamfædre til kievruserne. Den arabiske opdagelsesrejsende Ahmed Ibn Fadlan beskriver disse vikinger således:
| Citat            | Jeg har set ruserne, da de kom på deres handelsrejser og slog lejr ved Itil. Jeg har aldrig set mere perfekte, fysiske eksemplarer, høje som dadelpalmer, blonde og rødmossede; de bærer hverken tunikaer eller kaftaner, men mændene bærer et klæde, som dækker den ene side af kroppen og lader hånden i den anden side fri. Hver mand har en økse, et sværd og en kniv, og de har alle disse på sig til hver en tid. Sværdene er brede med riller, af frankisk type. | Citat |
| Ahmed Ibn Fadlan | |       |

De mange vikingetogter er i stort omfang dokumenteret i form af runesten, der er fundet over store dele af den sydlige halvdel af Sverige.
Det vides ikke, hvornår og hvor det svenske kongedømme opstod, men listen over Sveriges regenter begynder sædvanligvis ved konger, der regerede i både Svealand og Götaland som samlet område, begyndende med Erik Sejrsæl. De to områder havde tilbage til antikken været to selvstændige områder; i Beovulfkvadet beskrives legenden om en krig mellem de to nationer i det 6. århundrede.
Kulturelle fremskridt
I begyndelsen af vikingetiden var der ved det nuværende Ystad i Skåne og Paviken på Gotland blomstrende handelscentre. Der er gjort fund fra, hvad der menes at være en stor markedsplads fra 7. eller 8. århundrede i Ystad. I Paviken, der var et vigtigt knudepunkt for handel med Baltikum i det 9. og 10. århundrede, er der fundet rester af en stor havn fra vikingetiden med gårde, hvor man byggede skibe og lavede håndværk. Mellem 800 og 1000 bragte den livlige handel store mængder sølv til Gotland, og ifølge nogle forskere akkumulerede gotlænderne i den periode mere sølv end resten af den skandinaviske befolkning tilsammen.
Ansgar får som regel æren for at have indført kristendommen i landet i 829, men den nye religion havde ikke for alvor held med at fortrænge den traditionelle nordiske mytologi før op i det 12. århundrede. I løbet af det 11. århundrede blev kristendommen den dominerende religion, og fra omkring 1050 blev Sverige regnet som et kristent rige. I perioden mellem 1100 og 1400 var Sverige ved at dannes og konsolideres som en enhed, og landet var præget af interne stridigheder samt af kappestrid mellem de nordiske kongeriger. De svenske konger gik i gang med at ekspandere det svenskkontrollerede område i Finland, hvilket skabte konflikter med ruserne, der ikke længere havde forbindelser med Sverige.
Feudale institutioner i Sverige
Hvis man ser bort fra Skåne, der på den tid var dansk, udviklede der sig i Sverige aldrig rigtig feudalisme, som man kender det fra resten af Europa. Bondestanden forblev derfor i det store hele en fri klasse af landbrugere gennem det meste af Sveriges historie. Slaveri var ikke særlig udbredt i landet, og det, der fandtes, blev afskaffet med blandt andet indførelsen af kristendommen, af vanskelighederne med at skaffe slaver øst for de baltiske områder samt bydannelsen i Sverige før det 16. århundrede. Faktisk blev både slaveri og livegenskab afskaffet ved et dekret af kong Magnus Eriksson Tidligere slaver blev herpå optaget i bondestanden eller blev arbejdere i byerne. Perioden var præget af fattigdom, og Sverige var generelt et tilbagestående land på den tid, hvor byttehandel var dominerende i landets økonomi. Det kunne for eksempel foregå på den måde, at bønder i Dalsland transporterede deres smør til mineområdet i Sverige, hvor de byttede det for jern, som de efterfølgende fragtede til kysten, hvor de byttede jernet for fisk, som de havde brug for som fødemiddel, mens jernet blev sendt til udlandet med skibe.
Pesten i Sverige
I det 14. århundrede blev Sverige ramt af den sorte død, som førte til en nedgang i befolkningstallet. I den periode fik byerne efterhånden større rettigheder og var under stor indflydelse af tyske købmænd fra Hanseforbundet, der særlig var aktivt i Visby. I 1319 var den kun treårige Magnus Eriksson blevet konge af Sverige og Norge. Drengens alder bidrog til monarkiets faldende indflydelse i området, og stærke adelsslægter begyndte at spille en stadig større rolle og fik tiltvunget sig stadig større rettigheder. Hans efterfølger blev hans, nevø Albrecht af Mecklenburg, men den stigende magt blandt adelige og bybefolkningerne betød Albrechts fald, og svenskerne vendte sig nu mod det danske kongehus for at finde en efterfølger.
Kalmarunionen og svensk løsrivelse fra dansk styre
I 1397 blev Norge, Danmark og Sverige forenet under Danmarks Margrete 1. i Kalmarunionen. Det viste sig dog hurtigt, at svenskerne, i særdeleshed adelen, ikke var tilfreds med at blive styret fra Danmark. Der var ikke tale om en politisk union, og igennem det 15. århundrede forsøgte Sverige at modstå et dansk centraliseret styre under den danske konge. Således etablerede man den første Riksdag i 1435, en institution, der de følgende århundreder skulle få betydelig magt i landet. Omkring 1500 var det Sture-slægten, der sad på magten, og flere medlemmer af den familie var rigsforstandere i landet og søgte at rive Sverige løs af det danske styre. Stridighederne kulminerede, da Christian 2. foranstaltede det Stockholmske Blodbad i form af en massakre på 82 ledende svenskere. Dette førte til forøget modstand mod danskerne, og Sverige brød ud af Kalmarunionen i 1523, hvor den svenske krone blev genindført og Gustav Vasa blev valgt til konge. Denne begivenhed indledte ældre vasatid i Sverige, af nogle omtalt som grundlæggelsen af det moderne Sverige.
Ældre vasatid
Noget af det første, der skete efter Gustav Vasas kroning, var at stække den katolske kirkes magt, hvilket førte til reformationen, der dog først officielt blev indført under Karl 9. På den økonomiske front brød Gustav Vasa Hanseforbundets kontrol over den svenske handel med Baltikum.
Hanseforbundet var officielt blevet stiftet i Lübeck i Nordtyskland i 1356. Forbundet søgte at opnå borger- og handelsrettigheder fra prinser og regenter i lande og byer langs Østersøkysten. Til gengæld tilbød det en vis beskyttelse, idet forbundet med sin egen krigsflåde var i stand til at holde østersøområdet fri for sørøvere. De koncessioner, som Hanseforbundet opnåede, var blandt andet, at kun indbyggere fra forbundets byer havde lov til at drive handel fra deres havne. De stræbte efter at undgå alle former for told og skatter. Med sådanne koncessioner drog store flokke af Lübeck-købmænd til Stockholm, hvor de snart kom til at dominere byens økonomi, og de var i stort omfang skyld i, at havnen i Stockholm gjorde byen til den største og mest betydningsfulde i landet. Hansekøbmændenes handel bestod for to tredjedeles vedkommende af import af tekstil og en tredjedel af salt, mens udførslen først og fremmest bestod af jern og kobber.
Imidlertid blev svenskerne efterhånden trætte af hansemonopolet på handelen, der mest blev drevet af indvandrede tyskere, og som betød, at indkomsten fra handelen i stort omfang blev kanaliseret til Tyskland. Da Gustav Vasa brød hansemonopolet, blev han derfor betragtet som en stor helt af sit folk. Historien betragter nu Gustav som grundlæggeren af den moderne svenske nation. Det fundament, han lagde, tog dog tid at udvikle, men da det endelig skete, og Sverige trådte ind i sin stormagtstid, betød den svenske tradition for frie bønder, at en større del af den økonomiske gevinst gik i deres lommer end i en feudal landadels.

### Den svenske stormagtstid
I det 17. århundrede blev Sverige en af de store magter i Europa. Forinden havde Sverige været et fattigt og tyndt befolket land i udkanten af den europæiske civilisation uden nogen særlig magt eller noget specielt rygte i resten af verden. Landet opnåede sin store berømmelse i Europa under Gustav Adolfs regering, hvor Sverige erobrede landområder mod syd og øst fra Danmark, Rusland og Polen-Litauen i en række konflikter, herunder Trediveårskrigen.
I denne langvarige konflikt erobrede Sverige omkring halvdelen af staterne i det tysk-romerske rige. Gustav Adolf havde planer om at blive den næste tysk-romerske kejser ved at herske over et forenet Skandinavien og det tysk-romerske rige. Han døde imidlertid i slaget ved Lützen (1632), inden han kunne realisere sin plan. Efter Sveriges eneste større nederlag i trediveårskrigen i slaget ved Nördlingen (1634) mindskedes den prosvenske opbakning i de tyske småstater, som en efter en frigjorde sig fra det svenske overherredømme, indtil Sverige blot havde enkelte områder ud til Østersøen i form af Svensk Forpommern, Bremen-Verden og Wismar tilbage. Undervejs i krigen menes de svenske tropper at have ødelagt 2.000 slotte, 18.000 landsbyer og 1.500 byer i Tyskland, en tredjedel af alle de tyske byer.
Ekspansionen gik også ud over Danmark-Norge, hvorfra Sverige i flere krige, herunder Karl Gustav-krigene, erobrede vigtige provinser. Mest markant var det, da Danmark ved Roskildefreden i 1658 måtte opgive Skånelandene (Skåne, Halland, Blekinge og Bornholm) til Sverige. Under den store nordiske krig måtte Sverige i 1710 efter 200 år trække sig ud af det nordlige Baltikum. Dermed sluttede Sveriges hegemonialstilling i Østersøen. I frihedstiden forsøgte Riksdagen, der var den regerende magt, flere gange at genvinde den tabte stormagtsstatus, men efter hattenes krig 1741-43 mod Rusland, måtte Sverige afstå store dele af Finland og endeligt opgive stormagtsdrømmene.
I midten af det 17. århundrede var Sverige Europas tredjestørste land målt på areal, kun overgået af Rusland og Spanien. Landet nåede sin største udbredelse under Karl 10. Gustav efter Roskildefreden. Mod slutningen af århundredet blev Sverige og i særdeleshed Finland ramt af en voldsom hungersnød, der kostede en tredjedel af den finske befolkning livet og også var hård ved befolkningen i selve Sverige.
Den lange periode på konstant krigsfod tærede på Sveriges økonomi, og det blev Karl 11., der kom til at bruge megen af sin regeringstid på at genskabe et økonomisk fundament samt et slagkraftigt militær. Arven til hans søn, Karl 12. var en af de fineste våbenbeholdninger i verden, en stor stående hær og en fremragende flåde. Sveriges største trussel på den tid, Rusland, havde en større hær, men var langt bagefter Sverige i udstyr og træning. Karl 12. blev kendt som "Krigerkongen", og han tilbragte en stor del af sin regeringstid i felten i en periode, der var præget af den Store Nordiske Krig (1700-1721), hvor Rusland, Danmark samt andre af Sveriges naboer udfordrede den trussel, som Sverige selv udgjorde. I begyndelsen af denne havde Sverige stor succes og nedkæmpede den russiske hær så effektivt i slaget ved Narva i 1700, at Rusland lå åben for en svensk invasion. Svenskerne valgte i stedet at koncentrere sig om Polen-Litauen, hvilket gav russerne ro til at genopbygge og modernisere sin hær.
Karl besluttede nogle år senere at invadere Rusland, men denne gang måtte han se sin hær lide et afgørende nederlag i slaget ved Poltava i 1709. Dette blev begyndelsen til enden på Sveriges stormagtstid. Medvirkende til den svenske tilbagegang var også, at hjemlandet blev ramt af pesten, der blandt andet i høj grad gik ud over Stockholm, hvor omkring en tredjedel af befolkningen omkom mellem 1710 og 1713. Trods dette søgte Karl 12. at invadere Norge i 1716, men erobringen fik en brat ende, da Karl døde under belejringen af Frederiksten i 1718. Kongens død nedbrød strukturen og organisationen af togtet, og de svenske tropper trak sig derpå ud af Norge uden at være blevet besejret.
Nogle få år senere, i 1721, sluttede den Store Nordiske Krig med freden i Nystad, der kostede Sverige store landarealer og sin placering som en europæisk stormagt, en placering som arvefjenden Rusland i stedet overtog. Den Store Nordiske Krig kostede svenskerne 200.000 mand, deraf en fjerdedel fra det nuværende Finland.
I det 18. århundrede havde Sverige ikke nok ressourcer til at opretholde sine landområder uden for Skandinavien og måtte se dem overtaget af andre nationer. Denne proces kulminerede i 1809, hvor Sverige efter en kort tabt krig mod Det Russiske Kejserrige måtte afgive hele kontrollen over Finland til russerne. Finland havde siden middelalderen mere eller mindre været under svensk kontrol.
I et forsøg på at genetablere den svenske dominans i Østersøområdet indgik Sverige alliance mod sin ellers traditionelt allierede og velgører, Frankrig, i Napoleonskrigene. Frankrig og dets allierede, heriblandt Danmark-Norge, tabte det afgørende slag ved Leipzig til koalitionen, og Sverige fik som led i Kielerfreden i 1814 tildelt Norge som erstatning for landets provinser i Nordtyskland. Da Norge søgte at hævde sig som suveræn nation, invaderede Karl 13. Norge, og landet måtte acceptere at indgå med Sverige i en personalunion, der fungerede til 1905. Siden denne invasion har Sverige ikke deltaget i kamphandlinger og har værnet om sin neutralitetsstatus.

### Sveriges nyere historie
I løbet af det 18. og 19. århundrede skete der i Sverige en betydelig stigning i befolkningstallet, hvilket forfatteren Esaias Tegnér i 1833 tilskrev "freden, [koppe]vaccinen og kartoflerne" ("freden, vaccinet och potaterne"). Mellem 1750 og 1850 fordobledes befolkningen i landet. Dette medførte en omfattende udvandring af svenskere til Amerika i de følgende årtier, og denne udvandringsbølge var med til at undgå sultkatastrofer og social oprør i landet. På højdepunktet af bevægelsen udvandrede over 1 % af den svenske befolkning årligt i løbet af 1880'erne. På trods af denne enorme immigration forblev Sverige fattigt og bevarede en økonomi baseret næsten udelukkende på landbrug i en tid, hvor resten af Vesteuropa, herunder Danmark, overgik til industribaseret økonomi.
De fleste udvandrere udså sig Amerika som stedet, hvor de kunne få et bedre liv. Det anslås, at i perioden 1850-1910 udvandrede over en million svenskere til USA. I begyndelsen af det 20. århundrede boede der flere svenskere i Chicago end i den næststørste by i fædrelandet, Göteborg. De fleste svenske immigranter flyttede til Midtvesten, i særlig grad til Minnesota, mens mindre grupper slog sig ned andre steder i USA og i Canada.
På trods af den langsommelige proces med at industrialisere Sverige til langt op i det 19. århundrede skete der en række forandringer i agrarøkonomien på grund af nyskabelser og den store befolkningstilvækst. Blandt de nye tiltag var indhegning af marker, markant forøget opdyrkning af landarealer og indførelsen af nye afgrøder som kartofler. Da de svenske bønder aldrig havde været livegne, som det var almindeligt i stort set resten af Europa, begyndte den svenske bondekultur at påtage sig en kritisk rolle i politiske debat, noget der har fortsat op til nutiden med Centerpartiet, der i lighed med det danske Venstre har rødder i bondebevægelsen. Fra 1870 til udbruddet af 1. verdenskrig kom der omsider fart i industrialiseringen, som medførte, at industriproduktionen i den periode overtog pladsen som dominerende i den svenske økonomi, hvilket har været gældende næsten til nutiden.
Stærke græsrodsbevægelser dukkede op i Sverige i anden halvdel af det 19. århundrede (fagforeninger, afholdsbevægelsen og en række uafhængige religiøse grupper), og disse var med til at skabe de demokratiske spilleregler, der siden har været bærende i landets kultur og politik. Denne proces var gennemført omkring tiden for 1. verdenskrig. Den industrielle revolution i det 20. århundrede skabte yderligere forandring af landet, idet en betydelig del af landbefolkningen i takt med denne rykkede ind til byerne for at arbejde i fabrikkerne, og en stor del blev involveret i socialistiske fagforeninger. En kommunistisk revolution blev afværget i 1917, hvorpå man igen indførte parlamentarismen, og landet blev demokratiseret.

### Sverige under verdenskrigene
Sverige holdt sig officielt neutralt under både første og anden verdenskrig, selv om neutraliteten under sidstnævnte har været omstridt. Sverige var under en stor del af denne krig under indflydelse af Nazityskland, idet forbindelserne til den øvrige verden var begrænset på grund af tyske blokader. Den svenske regering så sig ikke i stand til at gå imod tyskerne og indgik derfor samarbejde med den store magt mod syd på forskellige områder. Sverige leverede også stål og maskindele til Tyskland under hele krigen. Men samtidig hermed ydede landet støtte til den norske modstandsbevægelse, og i 1943 tog det imod jøder fra Danmark, der flygtede fra deportation til koncentrationslejrene. Også Finland oplevede svensk støtte under Vinterkrigen og Fortsættelseskrigen med frivillige og materiel.
Mod slutningen af krigen begyndte Sverige at spille en rolle i det humanitære arbejde, og talrige flygtninge, heriblandt jøder fra mange af de nazistiskbesatte områder i Europa, blev reddet, delvist som følge af svensk deltagelse i redningsaktioner for indsatte i koncentrationslejrene med de hvide busser, og delvist fordi Sverige fungerede som tilflugtssted for flygtninge, primært fra de nordiske lande og Baltikum. Den svenske diplomat Raoul Wallenberg og hans kolleger skal have reddet op imod 100.000 ungarske jøder. På trods af dette har der været rejst både intern og ekstern kritik over, at Sverige ikke gjorde mere for at bekæmpe nazismen, også selv om det kunne have betydet besættelse af landet.

### Efterkrigstiden
Som erklæret neutralt land holdt Sverige sig uden for de to store forsvarspagter, der opstod efter 2. verdenskrig, NATO og Warszawapagten, og landet forblev neutralt under den kolde krig, men på uofficiel basis havde Sverige gennem sine ledere tætte forbindelser til USA og andre vestlige stater i denne periode.
Efter krigen nød Sverige godt af at have et intakt produktionsapparat, social stabilitet samt mange naturressourcer til at udvide sin industri, der kom til at hjælpe med genopbygningen af Europa. Sverige indgik i Marshallplanen og i OECD. I størstedelen af efterkrigstiden sad socialdemokraterne, med tætte forbindelser til fagforeningerne og industrien, solidt på magten i landet. Regeringen støttede aktivt udviklingen af en internationalt konkurrencedygtig produktionssektor bestående særligt af store virksomheder.
Sverige var med til at grundlægge EFTA, en gruppe lande, der i 1960'erne ofte blev kaldt "De syv" i modsætning til EF, hvis lande blev kaldt "De seks". I lighed med de mange andre lande verden over oplevede Sverige økonomisk tilbagegang på grund af oliekriserne i 1973-74 og 1978-79. I løbet af 1980'erne satsede Sverige på at omstrukturere sin industri, hvorunder fx skibsbyggeri blev nedprioriteret, og træmasse kom til at indgå i en moderniseret papirfremstilling, stålindustrien blev specialiseret på færre områder, mens den mekaniske fremstilling i stort omfang gik over til it-baseret styring.
Mellem 1970 og 1990 steg skattebyrderne med over 10 %, en ret beskeden stigning sammenlignet med andre vesteuropæiske lande. Efterhånden kom det offentlige til at stå for over halvdelen af landets BNI, og Sveriges placering på listen over lande rangordnet efter BNI pr. indbygger faldt i denne periode.

### Nyeste historie
En bristet ejendomsboble skabt af utilstrækkelig kontrol med låntagning kombineret med international recession og en politik, der vekslede mellem at fokusere på at nedbringe arbejdsløsheden og at nedbringe inflationen, resulterede i en finanskrise i begyndelsen af 1990'erne. Sveriges BNI faldt i den forbindelse med omkring 5 %. I 1992 fik valutaspekulation Sveriges Nationalbank til kortvarigt at hæve dag-til-dag-renten til 500 %.
Regeringens svar på dette var at beskære de offentlige udgifter og sætte gang i en række reformer med henblik på at skærpe Sveriges konkurrenceevne; blandt disse midler var reduktion goderne i velfærdsstaten og privatisering af offentlige opgaver. Majoriteten af politikerne gik ind for medlemskab af EU, og folkeafstemningen herom gav 52 % opbakning for dette ved valget 13. november 1994, hvorpå Sverige blev optaget i EU pr. 1. januar 1995.
Sverige står fortsat uden for militære samarbejdsorganisationer, men har deltaget i øvelser med NATO og andre lande, samtidig med at landet intensivt har samarbejdet med andre europæiske lande inden for forsvarsteknologi og våbenindustri; blandt andet er nogle af de våben, USA har anvendt i Irak, fremstillet i Sverige. Endvidere har Sverige en lang tradition for at deltage i internationale fredsbevarende missioner, heriblandt i de senere år i Afghanistan, hvor svenske tropper er under NATO-ledelse, samt i EU-baserede operationer i Kosovo, Bosnien-Hercegovina og Cypern.[kilde mangler] På baggrund af Ruslands invasion af Ukraine det år ansøgte Sverige 18. maj 2022 om medlemskab af NATO.

## Politik
Sverige er et konstitutionelt monarki med Carl 16. Gustaf som den siddende konge. Monarkiets magt er hovedsageligt begrænset til repræsentative og ceremonielle funktioner. Samtidig har landet parlamentarisk og repræsentativt demokrati, hvorved den egentlige magt i landet ligger hos Riksdagen. Riksdagen, der har ét kammer, vælger statsministeren, der udpeger sin regering. Riksdagen har 349 medlemmer, der findes ved frie valg, der afholdes hvert fjerde år på den tredje søndag i september.

### Det politiske system
Sverige har en forfatning, der består af fire grundlove (Samling av grundlagar): Regeringsformen, Successionsordningen, Trykkefrihedsforordningen og Ytringsfrihedsgrundloven. Dertil kommer Riksdagsordningen, der har status mellem de fire grundlove og øvrige almindelige love. Regeringsformens første paragraf lyder således:
| Citat                                | Al offentlig magt i Sverige udgår fra folket. Det svenske folkestyre bygger på fri meningsdannelse og på almen og lige stemmeret. Dette realiseres gennem en repræsentativ og parlamentarisk regering og gennem kommunalt selvstyre. Den offentlige magt udøves ved hjælp af lovgivningen. | Citat |
| Regeringsformen (oversat fra svensk) | |       |

Den lovgivende magt i Sverige udøves af Riksdagen, mens den udøvende magt, der implementerer lovene, ligger hos statsministeren og regeringen. Den dømmende magt, domstolene, er uafhængig af de to øvrige instanser. Sverige har ikke nogen obligatorisk prøvelsesret, men et lovråd (lagrådet) gennemgår nye love, med mindre regeringen over for Riksdagen kan begrunde at undlade dette. Beslutninger fra Riksdagen og regeringsdekreter kan erklæres for ulovlige, hvis de er åbenbart i modstrid med grundlovene, men på grund af, at prøvelsesretten ikke er obligatorisk, har dette i praksis kun beskeden betydning.
Nye love kan foreslås af regeringen eller af riksdagsmedlemmer. Riksdagens medlemmer vælges ved forholdstalsvalg for fire år ad gangen. Grundlovene kan ændres af Riksdagen ved simpelt, men absolut flertal; vedtagelsen skal finde sted ad to gange, hvorimellem der skal have været afholdt valg til Riksdagen.
Socialdemokraterne har spillet en ledende rolle i svensk politik siden 1917, efter at de mest revolutionære forlod partiet for at danne Vänsterpartiet. Siden 1932 har regeringen været domineret af Socialdemokraterne, og kun efter fem valg (1976, 1979, 1991, 2006 og 2010) har centrum-højreblokken haft tilstrækkelig støtte i Riksdagen til at kunne danne regering. Dårlig økonomisk styring siden begyndelsen af 1970'erne og særligt efter finanskrisen i begyndelsen af 1990'erne har medført, at Sverige har haft et mindre ensidigt politisk system, der i højere grad minder om de fleste øvrige europæiske landes systemer.
Ved riksdagsvalget 2006 dannede Moderaterne sammen med Centerpartiet, Folkpartiet og Kristdemokraterna Allians för Sverige og vandt flertal i Riksdagen. Sammen dannede de regering med Moderaternas leder Fredrik Reinfeldt som statsminister. Alliansen var oppe imod en samlet venstreblok ved riksdagsvalget i Sverige 2010, hvor for første gang Sverigedemokraterna kom ind i Riksdagen. Alliansen vandt valget, men havde ikke selv flertal, og da ingen af de to store grupper ønskede at samarbejde med Sverigedemokraterna, blev resultatet, at Reinfeldt fortsatte som statsminister for en mindretalsregering. Efter riksdagsvalget i 2014 blev socialdemokraten Stefan Löfven statsminister en mindretalsregering med Miljöpartiet de Gröna. Vänsterpartiet er ikke i regeringen, men er støtteparti. Ved valget 2018 blev der dannet en ren socialdemokratisk regering, og ved valget i 2022 vandt en centrum-højre-koalition under ledelse af Moderaterne snævert, hvilket resulterede i, at Ulf Kristersson fra Moderaterne blev ny statsminister.
Ved valget til Europa-Parlamentet har partier, der ikke har formået at komme over spærregrænsen til Riksdagen formået at opnå repræsentation. Det gælder Junilisten (2004–2009), Piratpartiet (2009–2014) og Feministiskt initiativ (2014-nuværende).

### Politisk historie
Sverige har været et monarki i omkring tusind år, en del af årene under skiftende kontrol af et parlamentarisk system. Begrebet "riksdag" stammer fra 1540'erne, men det første møde med repræsentanter for de forskellige dele af landet og fra flere socialgrupper, som diskuterede forhold af betydning for landet som helhed, fandt sted allerede i 1435 i Arboga. Ved møder under Gustav Vasa mellem 1527 og 1544 var der for første gang repræsentanter for alle fire stænder (kirke, adel, borgere og bønder) til riksdagsmøde. Monarkiet blev arveligt fra 1544.
Den lovgivende magt har været delt mellem kongen og Riksdagen. Den udøvende magt var delt mellem kongen og et adelsråd indtil 1680, hvorpå et enevældigt kongedømme tog sig af denne opgave. Som en reaktion på nederlaget i den store nordiske krig blev parlamentarismen introduceret i 1719, den såkaldte frihedstid, efterfulgt af tre organisatorisk forskellige konstitutionelle monarkier i 1772, 1789 og 1809. Det sidste indeholdt flere borgerlige rettigheder. Parlamentarismen blev genindført i 1917, da kong Gustav 5. efter en lang kamp accepterede at udnævne regeringen ved flertalsafgørelser i parlamentet. I 1918-1921 blev den generelle og lige stemmeret indført. Parlamentarismen blev bevaret af kongens efterfølger Gustaf 6., indtil en grundlov i 1975 i praksis fjernede kongens politiske magt.
Oprindeligt bestod Riksdagen af to kamre, og i 1866 blev Sverige formelt set et konstitutionelt monarki med et førstekammer bestående af personer valgt indirekte via lokale råd samt et andetkammer med personer, der var valgt ved direkte valg. I 1971 blev Riksdagen ændret til at bestå af ét kammer.
Sverige har tradition for stor politisk deltagelse af almindelige mennesker i form af de mange folkelige bevægelser (Folkrörelser), hvoraf de mest markante er fagforeningerne, uafhængige kristne grupper, afholdsbevægelsen, kvindebevægelsen og i nyere tid bevægelsen for piratvirksomhed for intellektuel ejendom. Den stærke politiske interesse giver sig udslag i høje valgdeltagelser, som dog de seneste årtier har været for nedadgående til at ligge på omkring 80 %, men det seneste valg gav en stigning til 84,6 %. Svenske politikere har i en årrække nydt meget stor tillid hos befolkningen, men den er de senere år faldet betydeligt og ligger nu under den tillid, som de nordiske naboers politikere nyder i de respektive lande.

### Det juridiske system
Det juridiske system er opdelt i retsinstanser, der håndhæver henholdsvis civile retssager og straffesager, samt specialretsinstanser, som har ansvaret for det juridiske forhold mellem offentligheden og regeringen eller andre offentlige myndigheder. Sveriges retssystem er opdelt i lokale retsinstanser (tingsrätter), regionale appelretsinstanser (hovrätter) og en højesteret (Högsta domstolen). Højesteret består af seksten dommere (justistieråd), som udpeges af regeringen, men er i øvrigt uafhængig af Riksdagen, og regeringen kan ikke blande sig i højesterets arbejde.
Retshåndhævelsen udføres af flere landsdækkende instanser. Det svenske politi (Polisen) er en regeringsmyndighed, der løser politiopgaver. Den nationale indsatsstyrke er en specialenhed inden for den nationale kriminalitetsopklaringsafdeling. Säkerhetspolisen står for kontraspionage, anti-terroraktiviteter, beskyttelse af forfatningen og beskyttelse af sårbare objekter og personer.
I en EU-undersøgelse fra 2005 blev kriminaliteten i Sverige bedømt til at være middel i forhold til de øvrige EU-lande. På trods heraf opfatter befolkningen risikoen for at blive udsat for kriminalitet for højere end i EU i gennemsnit. Det er især faren for at blive overfaldet, for kvinder for at blive udsat for seksualforbrydelser, for at blive udsat for hadkriminalitet samt for at blive bedraget i handel, der opfattes at være højere i Sverige end i det øvrige EU. Til gengæld er svenskerne ikke så bekymrede for at opleve indbrud, biltyveri eller narkotikarelateret kriminalitet.

### Udenrigsrelationer
Gennem hele det 20. århundrede har Sveriges udenrigspolitik været baseret på princippet om ikke at indgå i alliancer i fredstid og neutralitet i krigstid. Den svenske regering har fulgt en uafhængig kurs om alliancefrihed i fredsperioder på en måde, så neutraliteten kunne opretholdes i tilfælde af krig.
Sveriges neutralitetsdoktrin bliver normalt sporet tilbage til det 19. århundrede, idet Sverige senest var i krig i 1814 (mod Norge). Under anden verdenskrig opretholdt landet sin neutralitet ved hverken at tilslutte sig De Allierede eller Aksemagterne. Dette har været omdiskuteret, idet Sverige i visse tilfælde tillod Nazityskland at benytte svenske jernbaner til at transportere tropper og forsyninger, særligt jernmalm fra minerne i Nordsverige, idet jernet var vitalt for den tyske krigsmaskine. Omvendt bidrog Sverige også indirekte til forsvaret af Finland i Vinterkrigen og tillod træningen af norske og danske tropper i landet efter 1943.
I koldkrigsperioden kombinerede Sverige sin politik om alliancefrihed og lav profil i internationale forhold med en sikkerhedspolitik baseret på en stærk national sikkerhed. Funktionen af det svenske militær var at afskrække fra angreb på landet. Samtidig opretholdt landet dog relativt tætte, men uformelle forbindelser med den vestlige blok, især inden for udveksling af efterretninger. I 1952 blev en svensk DC-3 skudt ned over Østersøen af et sovjetisk MiG-15-jagerfly. Senere efterforskning påviste, at DC-3'eren faktisk indsamlede informationer til NATO. Et andet fly, en Catalina SAR, blev et par dage senere sendt ud for at eftersøge DC-3'eren, men det blev også skudt ned af det sovjetiske luftvåben. Som et eksempel på, at svenskerne forsøgte at balancere sin politik, kan nævnes, at daværende statsminister Olof Palme besøgte Cuba i 1970'erne og markerede sin støtte til Cuba i taler i den forbindelse.
Fra slutningen af 1960'erne forsøgte Sverige at spille en mere aktiv, men stadig uafhængig rolle på den internationale scene. Landet involverede sig betydeligt i internationale fredsforhandlinger, særligt via FN, og ofte i forhold til den tredje verden. Efter mordet på Olof Palme i 1986 og afslutningen af den kolde krig har Sverige taget en mere traditionel udenrigspolitisk rolle, men landet er fortsat aktivt involveret i fredsbevarende missioner og opretholder et betydeligt budget til ulandsbistand.
I 1981 stødte en sovjetisk Whiskey-klasse ubåd "U137" på grund tæt på den svenske flådebase i Karlskrona. Efterforskningen har aldrig endegyldigt påvist, om ubåden satte sig fast på grund af navigationsfejl, eller om det var en fjendtlig spionagehandling med henblik på at skaffe viden om det svenske militær. Hændelsen bevirkede en diplomatisk krise mellem Sverige og Sovjetunionen.
Siden 1995 har Sverige været medlem af den Europæiske Union, og som konsekvens af en ny sikkerhedsmæssig situation i verden har landets udenrigspolitiske doktrin siden til dels ændret sig, således at Sverige nu spiller en mere aktiv rolle i det europæiske sikkerhedssamarbejde.

### Militær
Sverige opererer med et totalforsvar bestående af de væbnede styrker og civilforsvaret.
De svenske væbnede styrker (Försvarsmakten) er et regeringsstyret organ, der refererer til den svenske forsvarsminister og er ansvarlig for de svenske militære operationer i fredstid. Den vigtigste opgave for styrkerne er at oplære og udsende fredsbevarende styrker til verdens brændpunkter samtidig med, at de skal opretholde det langsigtede mål med at kunne forsvare landet i tilfælde af krig. De væbnede styrker er opdelt i hæren, luftvåbnet og flåden. Den overordnede for de væbnede styrker er den Øverstbefalende (Överbefälhavaren, forkortet ÖB), som er den officer i landet, der har højest rang. Indtil 1974 var landets overhoved, kongen, pro forma øverste militære leder, men i praksis var det en klar vedtagelse op gennem det 20. århundrede af, at monarken ikke i praksis ville fungere som militær leder.
Sidste gang, en svensk konge forsøgte at hævde sin ret til at bestemme og tilsidesætte regeringen i militær sammenhæng, var Gustav 5.'s aktion kort før første verdenskrig i den såkaldte "borggårdskrise". Kongens handling blev der opfattet som en bevidst provokation af den etablerede måde, hvorpå skulle regeres. Posten som Øverstbefalende blev oprettet i 1939; før den tid, fra slutningen af det 19. århundrede og frem, refererede de ledende officerer for henholdsvis hæren og flåden direkte til regeringen (og kongen), idet der ikke fandtes nogen øverste kommando for militæret inde for egne rækker.
Indtil afslutningen på den kolde krig blev næsten alle unge mænd indkaldt til almen værnepligt. I de senere år er antallet af indkaldte mandlige værnepligtige faldet markant, mens til gengæld antallet af frivillige kvindelige rekrutter er steget lidt. I rekrutteringen er man efterhånden gået over til at udvælge de mest motiverede frem for de, der på andre måder er egnede til militærtjeneste. En lov tilsiger, at alle udsendte soldater skal være frivillige. I 1975 havde man 45.000 værnepligtige, mens tallet for 2003 var faldet til 15.000. Fra 1. juli 2010 er Sverige gået helt væk fra almen værnepligt og erstattet af en tre måneder lang frivillig grundtræning, hvorfra de militære styrker fremover henter deres folk.
Svenske enheder har deltaget i fredsbevarende aktioner i Demokratiske Republik Congo, Cypern, Bosnien-Hercegovina, Kosovo, Liberia, Afghanistan og Tchad. I de seneste år har en af de vigtigste opgaver for de svenske væbnede styrker været at etablere en svenskledet EU-kampgruppe med bidrag fra Norge, Finland, Irland, Letland og Estland. Denne nordiske kampgruppe kunne i 2008 være operationsklar på ti dage og havde, trods den svenske ledelse, sit hovedkvarter i Northwood ved London.

## Administrativ inddeling
Sverige er en enhedsstat, som er inddelt i 21 län (provinser). I hver län er der en länsstyrelse, som er udnævnt af regeringen. Länsstyrelsen ledes af en landshøvding, som udpeges for seks år ad gangen. Länene har rødder tilbage til 1634, hvor de blev indstiftet af Axel Oxenstierna. Länsstyrelsernes hovedansvar er at koordinere udviklingen af länene ud fra de retningslinjer, der afstikkes i landspolitikken. I hver län er der også et landsting, som vælges ved direkte valg af länets befolkning.
Hvert län er yderligere opdelt i en række kommuner, i alt 290 pr. 2005. Den politiske ledelse af kommunerne ligger hos de kommunfullmäktige, der træffer beslutninger om kommunale spørgsmål. Der kan være mellem 31 og 101 kommunfullmäktige i en kommune, afhængig af kommunens størrelse, og der afholdes valg hertil hvert fjerde år samtidig med valgene til Riksdagen.
Kommunerne er opdelt i 2.512 församlinger (sogne). Denne opdeling stammer oprindeligt fra Svenska kyrkan, men anvendes desuden i forbindelse med valg og folketællinger.
Der har også tidligere været andre historiske opdelinger af Sverige i provinser og regioner (landskap). De fleste svenskere føler endnu i dag en samhørighed med hjemmelandskapet snarere end med länet.
| - AB – Stockholms län - C – Uppsala län - D – Södermanlands län - E – Östergötlands län - F – Jönköpings län - G – Kronobergs län - H – Kalmar län - I – Gotlands län - K – Blekinge län - M – Skåne län - N – Hallands län - O – Västra Götalands län - S – Värmlands län - T – Örebro län - U – Västmanlands län - W – Dalarnas län - X – Gävleborgs län - Y – Västernorrlands län - Z – Jämtlands län - AC – Västerbottens län - BD – Norrbottens län | Opdelning i landsdele: - Götaland - Svealand - Norrland Opdelning i landskaber: - Blekinge - Bohuslän - Dalarna - Dalsland - Gotland - Gästrikland - Halland - Hälsingland - Härjedalen - Jämtland - Lappland - Medelpad - Norrbotten - Närke - Skåne - Småland - Södermanland - Uppland - Värmland - Västerbotten - Västergötland - Västmanland - Ångermanland - Öland - Östergötland |

### Byer
Listen omfatter byområder i Sverige, der i 2010 havde mere end 50.000 indbyggere. Uden for Stockholm defineres et byområde som et sted, hvor der ikke er over 200 meter mellem bygningerne.
| Placering | By          | Indbyggertal | Län                  | Landskap                |
| 1.        | Stockholm   | 1.372.565    | Stockholms län       | Södermanland, Uppland   |
| 2.        | Göteborg    | 549.839      | Västra Götalands län | Västergötland, Bohuslän |
| 3.        | Malmö       | 280.415      | Skåne län            | Skåne                   |
| 4.        | Uppsala     | 140.454      | Uppsala län          | Uppland                 |
| 5.        | Västerås    | 110.877      | Västmanlands län     | Västmanland             |
| 6.        | Örebro      | 107.038      | Örebro län           | Närke                   |
| 7.        | Linköping   | 104.232      | Östergötlands län    | Östergötland            |
| 8.        | Helsingborg | 97.122       | Skåne län            | Skåne                   |
| 9.        | Jönköping   | 89.396       | Jönköpings län       | Småland                 |
| 10.       | Norrköping  | 87.247       | Östergötlands län    | Östergötland            |
| 11.       | Lund        | 82.800       | Skåne län            | Skåne                   |
| 12.       | Umeå        | 79.594       | Västerbottens län    | Västerbotten            |
| 13.       | Gävle       | 71.033       | Gävleborgs län       | Gästrikland             |
| 14.       | Borås       | 66.273       | Västra Götalands län | Västergötland           |
| 15.       | Eskilstuna  | 64.679       | Södermanlands län    | Södermanland            |
| 16.       | Södertälje  | 64.619       | Stockholms län       | Södermanland            |
| 17.       | Karlstad    | 61.685       | Värmlands län        | Värmland                |
| 18.       | Täby        | 61.272       | Stockholms län       | Uppland                 |
| 19.       | Växjö       | 60.887       | Kronobergs län       | Småland                 |
| 20.       | Halmstad    | 55.658       | Hallands län         | Halland                 |
| 21.       | Sundsvall   | 50.712       | Västernorrlands län  | Medelpad                |

| Svenske storbyområder: |           |
| Storstockholm:         | 2.084.526 |
| Storgøteborg:          | 937.015   |
| Stormalmø:             | 661.695   |

## Geografi
Sverige ligger i Nordeuropa på den østlige side af den skandinaviske halvø mellem 55. og 70. nordlige breddekreds og stort set mellem 11. og 25. østlige længdekreds (en del af øen Store Drammen ligger lige vest for 11. østlige længdekreds). Med sine 450.295 km² er Sverige arealmæssigt det 56. største land i verden, det fjerdestørste land i Europa og det største land i Norden. Landet grænser op til Norge mod vest og nord, til Finland mod nordøst og til Danmark via Øresundsforbindelsen mod sydvest. Der er maritime grænser til de tre nævnte lande samt til Tyskland, Polen, Rusland (Kaliningrad og selve Rusland, Litauen, Letland og Estland. De omgivende havområder er Bottenbugten og Bottenhavet, der er en del af Østersøen på øst og sydsiden af landet, mens Skagerrak, Kattegat og Øresund ligger mod sydvest. Sverige er en del af det geografiske område Norden.
Det langstrakte kystområde mod øst til den Botniske Bugt og Østersøen påvirker klimaet i landet, og det samme gør de skandinaviske bjerge, den lange bjergkæde, der mod vest adskiller Norge og Sverige. Rigsgrænsen har siden det 18. århundrede ganske nøje fulgt vandskellet i denne bjergkæde. Elvene i det nordlige Sverige løber derfor som regel mod øst fra de skandinaviske bjerge og kan undertiden blive ganske brede (de såkaldte norrlandselve).
Det sydlige Sverige består primært af landbrugsland, men landets mest udbredte landskabsform er skov, idet 60 % af det samlede areal (75 % af landarealet) er skovdækket. Sveriges skovareal udgør den vestligste del af den eurasiske taiga. Befolkningstætheden er størst i den sydlige del af landet, især i Mälardalen, Bergslagen, Øresundsregionen samt Västra Götalands län. I det sydlige Götaland, i det såkaldte sydsvenske højland, finder man en mangfoldighed af vandområder, både søer og elve, hvor de sidstnævnte løber i alle retninger på vej mod havet. Vandløbene er derfor som regel ikke nær så lange eller vandrige som elvene mod nord. I det mellemste Sverige og i Götaland finder man dog Sveriges største elv, når det gælder gennemstrømning og afvandingsområde i form af Klarälven-Göta älv, som blandt andet også omfatter søen Vänern. Sverige er usædvanligt rig på søer af alle størrelser.
Landets laveste punkt er Hammarsjön nær Kristianstad på 2,41 m under havets overflade, mens det højeste punkt er Kebnekaise på 2.111 m over havets overflade. Landets største øer er Gotland og Öland, mens Vänern og Vättern er de største søer; Vänern er den tredjestørste sø i Europa efter Ladoga og Onega i Rusland. Sverige er 1.572 km fra nord til syd med en største bredde på omkring 500 km.
Træ, vandkraft og jern er tre af landets vigtigste naturresourcer; derudover udvindes der også mangan (i Østersøen), kobber, bly, zink, guld, sølv, uran, arsenik, wolfram og feldspat.

## Natur
Som følge af Sveriges store udstrækning i nord-sydlig retning er der store forskelle i vegetationen i landet. Man kan skelne på hårdførhedszoner (for plantede træer og afgrøder) samt på vegetationsregioner med den naturlige udbredelse af en lang række planter. Ud fra sidstnævnte perspektiv opdeler man Sverige i fem hovedregioner:
1. Den sydlige løvskovsregion
2. Den sydlige nåleskovsregion
3. Den nordlige nåleskovsregion
4. Fjeldbirkregionen
5. Den træløse fjeldregion

Karakteristisk for den sydlige løvskovsregion er, at den er en udløber af Nordvesteuropas løvskovsområde, men den mest markante faktor er dog fraværet af naturligt udbredte graner. Der findes områder tilplantet med gran, men på grund af de store afstande mellem årringene kan disse graner kun anvendes til papirproduktion. Fra 1980'erne har man i stigende grad igen plantet løvtræer på arealer, hvor der tidligere har været dyrket graner, bortset fra de steder, hvor granerne bruges til juletræer. Regionen omfatter vestkysten, store dele af Skåne og det sydlige Blekinge, og den præges af især af bøg samt ædle løvtræssorter. Elmen er dog næsten forsvundet på grund af elmesyge. På sandede arealer vokser der birk og skovfyr. Af mere eksotiske træsorter længst mod syd kan nævnes avnbøg og valnød. Syddelen af Öland tilhører den sydlige løvskovsregion, men udgør en undtagelse fra resten af regionen, idet granen her er naturligt udbredt.
Den sydlige nåleskovsregion præges – som navnet siger – af nåletræer med indslag af blandt andet bøg og eg. Bøgens nordgrænse giver en opdeling af denne region i to underregioner. Bøg forekommer naturligt, blandet med nåletræer, indtil omtrent en linje fra midten af Bohuslän til Oskarshamnområdet med en eksklave på Västgötasletten. Den sydlige nåleskovsregions nordlige grænse bestemmes af grænsen for egens naturlige udbredelse.
Den nordlige nåleskovsregion er præget af gran og skovfyr med indslag af birk, el, asp og lignende småtræer. Når der forekommer ædle løvtræer, er de i princippet altid plantet af mennesker. Den nordlige nåleskovsregion er en direkte udløber af den russisk-finske taiga. Jo længere man kommer nordpå, jo mere spredt bliver træbevoksningen. I Norrbottens län står træerne så spredt, at man knap kan tale om skov.
I lavområderne op mod de store fjelde mod nord finder man fjeldbirkregionen, hvor fjeld-birken udgør den eneste større vegetation. Der forekommer desuden lavere bevoksning som blomster, lav og blåbærris.
Kommer man over en vis højde i fjeldene finder man den træløse fjeldregion. Trægrænsens højde afhænger af breddekredsen og er for eksempel højere i bjergene i Dalarne end ved Riksgränsen. Denne landskabstype kan udgøres af gletsjer eller frilagt klippe, men også områder med lave sommervegetation hører til herunder.

## Klima
Det meste af Sverige har tempereret klima med fire tydelige årstider og relativt milde temperaturer gennem hele året trods sin nordlige beliggenhed. Landet kan klimatisk set opdeles i tre områder: Den sydlige del har kystklima, den mellemste del har regnfuldt fastlandsklima, og den nordligste del har subpolarklima. Sammenlignet med andre lande på samme breddekreds er Sverige varmere og tørrere, hvilket skyldes påvirkningen fra Golfstrømmen. For eksempel har det centrale og sydlige Sverige meget varmere vintre end mange områder i Rusland, Canada og det nordlige USA. Som følge af landets nordlige beliggenhed varierer dagenes længde betydeligt. Nord for polarcirklen har man midnatssol i en del af sommeren samt polarnat i en periode om vinteren. I Stockholm er der dagslys omkring atten timer i slutningen af juni, mens der i slutningen af december blot er cirka seks timers dagslys. Der er mellem 1100 og 1900 timer med solskin om året i Sverige.
Temperaturerne varierer meget mellem nord og syd. Den sydlige del af landet har varme somre og kolde vintre, mens den nordlige del har kortere, køligere somre samt længere, koldere og mere snefyldte vintre. Den højeste temperatur, der nogensinde er registreret i Sverige, er 38 °C, der blev målt i Målilla i 1947, mens den laveste temperatur er -52,6 °C målt i Vuoggatjålme i 1966.
I gennemsnit falder der mellem 500 og 800 mm nedbør om året i Sverige, hvilket er noget under det globale gennemsnit. I den sydvestlige del af landet falder der mellem 1000 og 1200 mm, og i visse bjergområder mod nord op mod 1900 mm årligt. Mod syd falder blot omkring 10 % af nedbøren som sne, mens denne andel stiger mod nord, og særligt i den vestligste del af det allernordligste Sverige i bjergene mod Norge falder omkring halvdelen af nedbøren som sne.
Herunder ses fire eksempler på klimaet i Sverige.

## Økonomi

### Økonomisk historie
Sverige har siden jernalderen haft en omfattende udenrigshandel, som ofte har været baseret på ret få vigtige import- og eksportvarer. Eksporten har mest haft basis i landets råvarer, først og fremmest jernmalm og tømmer.
I perioden, hvor Sverige blev samlet, fra omkring 1250 til slutningen af det 14. århundrede, blev handelen i Sverige domineret af tyske købmænd (det var først i det 17. århundrede, at Sverige selv blev en handelsnation), der især brugte Visby som basis. I det 16. århundrede var over 90 % af befolkningen beskæftiget i landbruget, og deres økonomi byggede på selvforsyning. De vigtigste importvarer var salt til konservering af levnedsmidler samt tekstiler for især at tilgodese de højere stænders behov. Eksporten var domineret af jernmalm og kobber. På den tid var Sverige et stærkt specialiseret råstofeksporterende land. I løbet af det 18. århundrede blev det svenske landbrug revolutioneret, hvilket medførte en yderligere ekspansion af den svenske økonomi. Revolution gav øget udbytte per person, højere grad af arbejdsdeling, øget markedsproduktion samt skabelse af kapital.
Fra det 16. århundrede begyndte Sverige efterhånden at føre en merkantilistisk politik, noget der blev forstærket i det følgende århundrede. Den økonomiske ekspansion i stormagtstiden i et 17. århundrede indebar, at Sverige søgte at udvide sin handel mod Øst- og Centraleuropa. Dette mislykkedes dog, idet den russiske og polske eksport gik i andre retninger end mod Sverige. Derimod havde Sverige stort held med at afsætte sit kobber og jern i betragteligt større omfang på verdensmarkedet. Denne øgede ekspansion, der til dels byggede på subsidier, medførte fra midten af århundredet en forøget pengemængde og inflation (omkostnings- og prisstigninger) samt underskud på statens finanser. Det var handlen og industrien, der især havde statens bevågenhed i det 18. århundrede.
I det 19. århundrede investerede staten betragtelige summer i infrastrukturen på den måde, at der blev dannet flere finansielle institutioner som banker. Omkring 1850'erne nærmede Sverige sig også liberalismens ideal, hvad angår frihandelsprincippet. Tolden på levnedsmidler blev sænket, alle eksport- og importforbud, bortset fra et forbud mod eksport af jernmalm (1809–1857), blev afskaffet. Fra midten af århundredet skete der gradvis en overgang til en endnu mere ureguleret markedsøkonomi i takt med industrialiseringens gennembrud. Store økonomiske forandringer fører til nye institutionelle ordninger, hvilket man ser fra slutningen af det 19. århundrede, hvor forøgelsen af industriarbejdet førte til dannelse af fagforeninger, sygekasser og arbejdsgiverforeninger.
Det 20. århundrede var industriens århundrede, hvor industriproduktionen voksede voldsomt, modnedes og samtidig kontinuerligt forandrede sig. I 1960'erne var Sverige blevet et af de rigeste lande i verden, hvis man ser på BNI per indbygger. I dette årti oplevede Sverige med resten af Europa et økonomisk opsving, hvilket fandt sted på baggrund af en periode med øget frihandel. I 1970'erne steg det offentlige forbrug i Sverige, hvilket var med til at stabilisere økonomien i en periode med store konjunkturudsving. Der skete efterhånden en afmatning af værdistigningen, inflationen steg, og man fik en voksende arbejdsløshed, idet økonomien gik i stagflation. Mellem 1970 og 1990 faldt den økonomiske vækst kraftigt, hvilket skabte problemer i de offentlige finanser. Statens dereguleringspolitik i kombination med en stærkt ekspansiv finansiel politik i 1980'erne skabte en økonomisk krise i 1990'erne. Finanskrisen 1990–1994 blev skabt af en stærk lavkonjunktur med store underskud på de offentlige budgetter. Monetarismen kan siges at have fået større indflydelse på den økonomiske politik efter krisen i 1990'erne med dens prioritering af at stabilisere pengemængden for at dæmpe inflationen.
En lavkonjunktur i kølvandet på den såkaldte dot com-boble fandt sted i perioden 2000–2002 og ramte den overvurderede it-sektor hårdt.

### Den svenske økonomi
Sveriges valuta er svensk krone (SEK). Landets købekraftsjusterede bruttonationalprodukt var i 2011 på 384,6 milliarder internationale dollar. BNI per capita var samme år på 40.705 dollar. Den gennemsnitlige indkomst per indbygger var i 2010 på 28.400 SEK. I april 2013 var arbejdsløsheden i Sverige på 8,4 %, et stykke under EU-gennemsnittet på 11 %. Ungdomsarbejdsløsheden (alderen 15-24 år) var i samme måned på 24,7 %, hvilket er en smule over EU-gennemsnittet på 23,5 %. Arbejdsløsheden i Sverige var i den nævnte måned den højeste i Norden, både samlet, og hvis man betragter ungdomsgruppen alene. Sverige havde i 2011 den laveste lønspredning inden for OECD-landene. Sveriges økonomiske vækst er stor sammenlignet med de øvrige europæiske lande; i fjerde kvartal 2010 var væksten i BNI på hele 7,3 %.
De vigtigste erhvervssektorer i Sverige er service, skovbrug, industri samt minedrift. Andre sektorer af betydning er jordbrug (de vigtigste jordbrugsprodukter er hvede, kartofler, sukkerroer og kvæg) og fiskeri. Sveriges vigtigste eksportprodukter omfatter maskiner, papir, træprodukter, jern, stål, køretøjer sammen med elektronik og telekommunikationsprodukter. Sveriges økonomi er stærkt rettet mod eksport og handel med udlandet; eksporten har de senere år udgjort omkring 50 % af landets BNI. Sveriges industristruktur består i usædvanlig høj grad af store, internationalt orienterede koncerner. Wallenberg-koncernen har haft en, sammenlignet med andre industrialiserede lande, usædvanlig stor indflydelse på den svenske børs og har på et tidspunkt kontrolleret over 30 % af børsværdien.
Sverige har markedsøkonomi med en omfattende skattefinansieret offentlig sektor og derigennem udligning af indkomsterne. Private virksomheder står for cirka 90 % af landets industrielle produktion. Servicesektoren udgør cirka 70 % af BNI. Landbruget står for omkring 1 % af BNI og beskæftiger samtidig omkring 1 % af arbejdsstyrken. Landet har et moderne distributionssystem, fine interne og eksterne kommunikationsmidler og en veluddannet arbejdsstyrke. Handel med andre europæiske lande udgør en betydelig del af Sveriges udenrigshandel; Tyskland er samlet set den vigtigste handelspartner, fulgt af Norge. Maskiner og køretøjer stod for 41,9 % af eksportartiklerne i 2013. Sverige har været medlem af EUs indre marked siden 1995, men efter et nej ved folkeafstemningen i 2003 er landet ikke fuldgyldigt medlem af eurozonen. Sverige har været medlem af OECD siden dannelsen i 1961.

### Offentlige finanser
Sveriges udbud af offentlige ydelser og socialforsikringer er omfattende. Skattetrykkets andel af BNI er blandt de højeste i verden. Den offentlige sektor har gennem de seneste år gennemgået en bevægelse mod etablering af offentlige selskaber samt privatisering. I nyere historie har de offentlige finanser ikke altid balanceret. Sverige har, særligt siden midten af 1970'erne, akkumuleret en statsgæld, der per 31. maj 2013 er på 1.211 milliarder svenske kroner. Dette giver en bruttogæld på cirka 32 % af BNI, svarende til 122.000 kroner per indbygger. BNI-andeler har dog været større, på omkring 80 %, men er siden slutningen af 1990'erne på vej nedad. Staten har samtidig store aktiver, og da aktiverne overstiger gælden, har Sverige ingen nettogæld, men har tværtimod reelt et overskud. Sverige havde i 2008 et nettokrav på 24 % af BNI over for omverdenen. Overskuddet er en følge af, at den offentlige sektor i det seneste tiår har opnået store budgetoverskud, i gennemsnit på cirka 2 % af BNI per år. I 2008 var overskuddet på 135 milliarder kroner, hvilket først og fremmest skyldtes salg af offentlige foretagender. Som en følge af det finansielle overskud, der ikke blev modsvaret af en øgning af indenlandske investeringer, har Sverige brugt 7 % af landets samlede ressourcer til kapitaleksport i de seneste ti år. En så stor kapitaleksport er usædvanlig blandt industrilandene.
Den svenske centralbank – Sveriges Riksbank – fører en inflationsstabiliserende politik med et eksplicit inflationsmål på 2 % årligt. Nationalbankens beslutning må ikke påvirkes af de valgte politikere og er stærkt afhængig af renteudviklingen i euro- og dollarområderne.

### Sociale forhold
Sverige ligger ifølge Human Development Index på syvendepladsen i verden målt på levestandard med indeksværdien 0,916 (af 1,0). Også på andre målinger ligger Sveriges velfærd højt. Ligheden i indkomst er blandt de højeste i verden med en Gini-koefficient på 23 per 2005, og fattigdomsniveauet i landet er et af de allerlaveste i verden, uanset om man ser på absolutte eller relative tal. Der har dog siden omkring år 2000 været tendenser til både øget indkomstulighed og fattigdom, og en opgørelse fra 2008 fra Tjänstemännens centralorganisation viste, at hver tredje arbejdsløs ikke var medlem af en arbejdsløshedskasse og var dermed blot garanteret en indkomst svarende til eksistensminimum. År 2015 var 71 procent af arbejdsstyrken medlem af en arbejdsløshedskasse.

### Social kapital og korruption
Sverige er et af de lande i verden, der har den højeste sociale kapital, dvs. at tilliden borger til borger og borger til myndigheder er meget høj. En effekt af en høj social kapital er en lav korruption.
Korruptionen i Sverige er i lighed med de fleste øvrige vesteuropæiske lande lav. På Transparency Internationals årlige liste ligger landet som nummer fire over, hvordan befolkningens opfattelse af korruptionen er, mens korruptionskontrollen er opgjort til 99 %. På listen over samle korruptionsindeks lå Sverige i 2011 på en fjerdeplads efter New Zealand, Danmark og Finland.

### Videnskab og teknologi
Sverige har fostret en række markante navne inden for naturvidenskaben og teknologien. I 1739 blev Kungliga Vetenskapsakademien oprettet, og nogle af de første medlemmer heraf var Carl von Linné, fader til systematikken inden for biologien, og Anders Celsius, der har lagt navn til celsius-temperaturskalaen.
En række store industrivirksomheder blev grundlagt af pionerer som Gustaf Dalén (AGA), der modtog Nobelprisen i fysik, Alfred Nobel, der opfandt dynamitten og grundlagde Nobelprisen, Lars Magnus Ericsson, grundlægger af Ericsson-telekommunikationsselskabet, mens Erik Wallenberg er ophavsmand til Tetra Pak, opbevaring af fødevarer.
I nutiden er der fortsat fokus på videnskab og udvikling i Sverige. Samlet set gik i 2007 3,68 % af BNI (offentlige og private midler) til dette formål, den næststørste andel i verden. Statens udgifter til dette formål udgør 0,93 % af BNI, størst i verden. Blandt de europæiske lande topper Sverige, når det gælder offentliggørelsen af videnskabeligt arbejde, målt pr. indbygger.

## Uddannelse
Børn i alderen 1-5 år er garanteret plads i børnehave (svensk: förskola, daglig tale: dagis). Der er undervisningspligt for børn i alderen 6 til 16 år, og en altovervejende del af børnene går i skole, enten kommunale eller private. I PISA-undersøgelser opnår de svenske 15-årige resultater, der er tæt på OECD-gennemsnittet. Efter afslutningen af 9. klasse fortsætter omkring 90 % af eleverne i gymnasiet, der i Sverige omfatter både bogligt orienterede og erhvervsorienterede retninger (svarende til de danske gymnasiale uddannelser og erhvervsgrunduddannelser). Skolesystemet i Sverige er overvejende skattefinansieret.
Den svenske regering har behandlet offentlige og private skoler ens, efter at man i 1992 indførte begrebet skolpeng, et beløb til dækning af undervisning, der følger den enkelte elev. Dette princip var Sverige først efter Holland til at indføre, og det medfører, at private kan oprette en skole, som modtager et fast basisbeløb fra kommunen for de børn, der går i skolen. Skolefrokost er gratis for alle elever i Sverige, og skolerne tilskyndes til også at tilbyde morgenmad.
Der er en række universiteter og andre højere læreanstalter i Sverige. De ældste er Uppsala Universitet, Lunds Universitet, Göteborgs Universitet og Stockholms Universitet. I 2003 havde 32 % af svenskerne en højere uddannelse, hvilket rakte til en femteplads blandt OECD-landene. I lighed med flere andre europæiske lande støtter den svenske regering internationale studerendes uddannelse i landet ved at betale for uddannelsen; dog har Riksdagen for nylig besluttet, at dette ikke længere gælder for studerende, der kommer fra lande uden for EU/EØS samt Schweiz.

## Infrastruktur

### Kollektiv trafik
Siden 1983 har den kollektive trafik i Sverige været organiseret på län-niveau. I hvert län findes en trafikansvarlig, der har ansvaret for den kollektive trafik i länet. Den mest almindelige måde at organisere trafikken på er via et länstrafikselskab, som i mange tilfælde ejes ligeligt af landstinget og kommunerne i länet. Der findes dog også andre konstruktioner. Trafikselskabets opgave er at sikre lokal bustransport i større byer samt regional bustransport i länet. Nogle trafikselskaber driver også nogle jernbanebanestrækninger samt andre trafikformer.
Rikstrafiken er en statslig myndighed, der har ansvaret for at sikre kollektiv fjerntrafik, dvs. trafik på tværs af länene, samt mere lokal kollektiv trafik i områder, hvor länene ikke selv ser sig i stand til at finansiere dette – først og fremmest i Norrland. Det statslige jernbaneselskab SJ, der tidligere har drevet de fleste strækninger i landet, fungerer på markedsvilkår og opererer i dag primært fjernruterne i landet, mens lokale strækninger i flere tilfælde er afgivet til private selskaber eller länstrafikselskaberne.
Den kollektive trafik ud af landet er som hovedregel ikke offentlig støttet med trafikken til Narvik som en undtagelse.

### Energi
Sveriges elproduktion er baseret på atomkraft og vandkraft. I 2011 stod vandkraften for 45,2 % af elproduktionen svarende til 67 TWh, mens atomkraften stod for 39,3 % svarende til 58 TWh. Landet har ti atomkraftværker fordelt på anlæggene i Forsmark, Oskarshamn og Ringhals. Vandkraften er koncentreret til opdæmninger af elvene i det nordlige af landet. Sverige har ingen udvinding af råolie og er dermed afhængig af import af dette. I 2012 importerede man 24 millioner m³ råolie.

### Veje
Sverige har et vejnet på anslået 212.000 kilometer (pr. 2001). De sydlige dele af landet har det mest udbyggede vejnet. Det gælder frem for alt tætbefolkede områder som Skåne, Göteborg, den svenske vestkyst samt Östergötland og Stockholmsregionen, som har et omfattende vejnet. Mindre veje i tyndtbefolkede egne kan være grusveje. Det gælder især for Norrland, den nordligste halvdel af Sverige. Fra Skåne går der motorveje til Danmark over Øresundsbroen og til Göteborg, Stockholm og Uppsala. E4 på strækningen fra Helsingborg til Axmartavlan lige nord for Gävle holder to køreretninger fuldstændig adskilt, mens denne vej længere mod nord er i en noget mangelfuld stand. Der arbejdes med planer om at føre E4 uden om centrum i Sundsvall og Umeå. Desuden arbejdes der på at udbygge E6 fra Uddevalla til den norske grænse.

### Jernbaner
Sveriges jernbanenet er blevet udbygget fra midten af det 19. til midten af det 20. århundrede, hvorefter en del strækninger, frem for alt i mindre befolkede områder, er blevet nedlagt. Den samlede jernbanestrækning omfattede i 2001 omkring 11.106 kilometer, hvoraf 9.400 kilometer er elektrificeret.
Jernbanenettet er meget ulige fordelt i Sverige med flest jernbaner de tættest befolkede egne. Stockholm er et knudepunkt, hvorfra der er forbindelser til de fleste områder i landet samt til Danmark, Norge og – via jernbanefærge – til Tyskland. Strækningen via Haparanda til Finland bruges for tiden kun til godstransport. De områder, hvor togtrafikken er mest udbygget og afgangene hyppigst, er Stockholm og omegn, Göteborg og omegn samt Skåne. Blandt de områder, hvor jernbanenettet er mindst udbygget, findes de fleste i Norrland, og nogle områder har bare en eller to baner.

### Flytrafik
I Sverige findes der et antal internationale lufthavne, hvoraf Arlanda ved Stockholm er den største med omkring 20 millioner passagerer årligt. Derefter kommer Landvetter ved Göteborg, Skavsta ved Stockholm, Sturup ved Malmø og Kallax ved Luleå i Nordsverige. Fra disse lufthavne opererer et antal internationale flyselskaber. SAS er fortsat det største selskab, men andre selskaber som Lufthansa og Ryanair har også markante andele af trafikken. Af andre internationale selskaber findes Finnair, Air France, British Airways, Continental Airlines og Aeroflot. Indenrigs er der sammen med SAS et antal selskaber, der flyver på de mest trafikerede strækninger, heriblandt Malmö Aviation og lavprisselskabet Norwegian. På de mindre strækninger opererer især Skyways og Nextjet, der også tilbyder videretransport med SAS.

### Søfart
Søfarten har haft stor betydning for Sverige op gennem historien, ikke mindst fordi landet med sin geografiske beliggenhed i praksis kan betragtes som et ørige. Landet har en af Europas længste kyststrækninger og mange havne med gode dybdeforhold, og størstedelen – over 70 % – af udenrigshandelen foregår derfor via skib. Der var i 2008 registreret 262 lastfartøjer og samlet set 2141 fartøjer i Sverige, hvortil kommer en række fartøjer registreret i udlandet. De vigtigste havne er Göteborg, Stockholm, Helsingborg og Trelleborg.

### Telefoni
I 2011 var der i Sverige 49 fastnettelefonabonnementer og 119 mobiltelefonabonnementer per 100 indbyggere. Fastnettelefonien er for nedadgående (58 abonnementer per 100 indbyggere i 2008), mens mobiltelefonien er stigende (108 abonnementer per 100 indbyggere i 2008).

## Demografi
Sverige havde 9.580.424 per 30. april 2013. Befolkningstallet stiger med 60-80.000 om året, hvilket for tre fjerdedeles vedkommende skyldes overskud i migration (omkring 50.000 flere indvandrere end udvandrere i 2012). Befolkningstætheden er på 21,9 per km², og landet ligger som nummer 84 i verden efter befolkningstal og nummer 157 efter befolkningstæthed. Befolkningstætheden er overordnet set størst i det sydlige af landet.
Den gennemsnitlige levealder for kvinder var i 2011 83,7 år og for mænd 79,8 år; disse tal er steget gennem en række år, hvilket skyldes en betragtelig formindskelse af dødeligheden som følge af hjerte/karsygdomme. Alderssammensætningen i 2012 var nogenlunde jævn for aldersgrupperne op til omkring 65 år, hvorefter andelene falder markant. Dog er andelen af børn omkring 10-15 år markant lavere end aldrene før og efter, hvor især aldersgruppen 20-25 til gengæld er lidt over gennemsnittet. Spædbarnsdødeligheden er en af de laveste i verden og var under 3 per 1000 indbyggere i 2010. Fertiliteten var i 2009 på 1,94 børn per kvinde.
De første forfædre til nutidens svenskere ankom til Sverige for 12-13.000 år siden og bosatte sig først i Skåne-området. Den nyeste forskning tyder på flere forskellige veje til landet: Jæger-samlere fra Mellemøsten over Balkan, fra Centralasien via Sydeuropa, fra Centralasien lige vestpå, fra Sydøstasien via Sibirien samt stenalderagerdyrkere, som må være ankommet engang efter 4200 f.Kr. Yderligere forskning tyder på, at etniske svenskere for størstedelens vedkommende (cirka 80 %) stammer fra jæger-samlerfolkene og i mindre grad (cirka 20 %) fra de senere tilkommende agerdyrkere.
Samerne har status som oprindeligt folk og indvandrede østfra for mellem 8000 og 5000 år siden. Der findes nu om stunder omkring 17.000 samer i Sverige. Mod nord indvandrede tidligt finner til Sverige, og efterkommerne af disse er især en gruppe, der taler tornedalsfinsk. En tilsvarende senere gruppe er sverigefinnerne, der blandt andet findes omkring Rattvik og omkring Orsa. Derudover er der indvandret romaer og jøder; begge disse befolkningsgrupper kendes tilbage til det 16. og 17. århundrede, men især fra det 19. århundrede. I det 17. århundrede indvandrede flere tusinder vallonere til Sverige. Efter anden verdenskrig er indvandringsmønsteret ændret, så det især har været folk fra de nordiske lande (Finland, Norge og Danmark), mellemeuropæere (tyskere, polakker, kroatere, albanere, serbere og bosniere), folk fra Lilleasien (tyrkere, irakere, iranere, kurdere, assyrere, syrere, libanesere) samt folk fra enkelte andre lande (Grækenland, Chile, Somalia), der er kommet til Sverige. Samlet set levede der i 2012 667.232 personer, svarende til 7 %, af udenlandsk herkomst i Sverige. Samme år var 1.473.256 personer i Sverige født i udlandet, deraf 875.227 med svensk statsborgerskab.

### Sprog
1. juli 2009 blev der vedtaget en lov, der officielt gjorde svensk til hovedsproget i Sverige, og som samtidig angiver, at svensk er det officielle sprog for Sverige i internationale sammenhænge. De anerkendte minoritetssprog i landet er samisk, meänkieli (tornedalsfinsk), finsk, romani og jiddisch. De to sidstnævnte sprog er såkaldte ekstraterritoriale, hvilket vil sige, at de ikke er bundet til bestemte områder eller regioner. De øvrige minoritetssprog har en stærkere stilling end de ekstraterritoriale, idet de personer, der taler de berørte sprog i visse kommuner har ret til at kontakte myndigheder og til ældrepleje på deres eget sprog. Ifølge lovgivningen skal der findes akademisk forskning og undervisning på hvert af de fem minoritetssprog ved mindst ét universitet i landet. Svensk tegnsprog har en stilling, der ligner de nationale minoritetssprog. Älvdalsk er i de senere år begyndt at blive betragtet som et selvstændigt sprog, men ikke endnu officiel status som minoritetssprog.

### Indvandring og udvandring
Indvandringen i Sverige i middelalderen var beskeden set i forhold til den samlede befolkning, og den skete især i form af tyske købmænd og håndværkere i byerne. Fra det 17. til begyndelsen af det 19. århundrede var der restriktioner mod indvandring af personer, der ikke var protestanter, hvilket i den periode i praksis først og fremmest var katolikker og jøder.
Efter anden verdenskrig steg indvandringen i Sverige kraftigt. I 1950'erne og 1960'erne kom der efterhånden et stigende antal indvandrere fra Sydeuropa til landet for at arbejde. I perioden 1941–2010 har Sverige taget imod 3.018.381 indvandrere, mens der i samme periode er udvandret 1.668.894. I perioden 1980–2011 i alt 395.929 asylansøgere fået bevilget permanent opholdstilladelse i landet, og af disse stammer størstedelen fra det tidligere Jugoslavien. I efterkrigstiden op til 1980 kom de fleste indvandrere fra Finland, Tyskland, Polen, Iran, det tidligere Jugoslavien, Vietnam, Chile, Argentina og Uruguay. Senere er mange indvandrere kurdere, assyrere, syrere, arabere, palæstinensere, marokkanere og andre folkeslag fra Mellemøsten og Nordafrika. I 2011 fik 12.726 asylansøgere bevilget opholdstilladelse i landet. I 2009 indvandrede 102.280 personer til Sverige, hvilket er rekord for et år; til denne gruppe hører dog også 13.985 oprindelige svenskere, der vendte tilbage til landet. Folkeslag med de største andele af indvandrere til Sverige i 2011 kan ses af tabellen herunder (gruppen af svenskere er folk, der har været udvandret, men er vendt tilbage igen):
| National baggrund | Antal indvandrere | Procent af samtlige indvandrere |
| ----------------- | ----------------- | ------------------------------- |
| Svenskere         | 20.615            | 21,4 %                          |
| Irakere           | 4.469             | 4,6 %                           |
| Polakker          | 4.403             | 4.6 %                           |
| Afghanere         | 3.415             | 3,5 %                           |
| Danskere          | 3.196             | 3,3 %                           |
| Somaliere         | 3.082             | 3,2 %                           |
| I alt             | 96.467            | 100 %                           |

I 2011 udvandrede 51.179 svenskere til andre lande. Landene med flest modtagere af svenske udvandrere var:
| Modtagerland   | Antal udvandrere | Procent af samtlige udvandrere |
| -------------- | ---------------- | ------------------------------ |
| Norge          | 9.753            | 19,1 %                         |
| Danmark        | 4.856            | 9,5 %                          |
| Storbritannien | 3.617            | 7,1 %                          |
| USA            | 3.078            | 6,0 %                          |
| Finland        | 2.758            | 5,4 %                          |
| Tyskland       | 2.203            | 4,3 %                          |
| I alt          | 51.179           | 100 %                          |

### Religion
Sverige er et af verdens mindst religiøse lande. Religionssociologiske undersøgelser viser, at et sted mellem 46 og 85 % af befolkningen kan kategoriseres som ateistisk, agnostisk eller ikke-troende (på Gud). Trods dette var 52,8 % af den svenske befolkning per 31. december 2022 medlemmer af Svenska kyrkan, en luthersk gren af kristendommen, men medlemstallet er nedadgående. Svenska kyrkan var tidligere statskirke i Sverige, og dens vilkår og eksistens foreskrives fortsat i en lov fra 1998. Loven trådte i kraft i 2000, da forholdet mellem kirke og stat blev ændret. Trods det relativt høje medlemstal af Svenska kyrkan er den religiøse aktivitet i form af deltagelse i gudstjenester ikke ikke særlig omfattende. Andelen af børn, der døbes, var i 2021 på 35,2 % af samtlige nyfødte og 57,9 % af de nyfødte med tilknytning til en kirke. Andelen af vielser, der blev foretaget i en kirke, var samme år 23,5 %, mens 66,8 % af begravelserne fandt sted i kirkeligt regi.
En lang række andre religioner er repræsenteret i Sverige, blandt andet som følge af indvandringen fra mange forskellige dele af verden. Katolicisme, den græsk-ortodokse kirke, islam og frikirkelige menigheder er forholdsvis almindelige. Gruppen af muslimer var ud fra en løs definition på omkring 400.000 i 2006. Af denne gruppe anslås omkring 5 % (cirka 25.000) at være aktivt praktiserende religionen forstået på den måde, at de deltager i fredagsbønnen og beder fem gange om dagen).
Andre religioner med mindre tilhængerantal er buddhisme, jødedom, hinduisme og bahai. Desuden er der små grupper, der bekender sig til moderne asetro samt den traditionelle samiske religion.

## Kultur
Svensk kultur er en del af de nordiske, germanske og vestlige kulturområder. Den svenske kultur inden for musik, litteratur og musik kommer derfor primært til udtryk gennem disse traditioner. Den offentlige støtte til kulturen er omfattende i Sverige, og den folkelige opbakning til en række kulturelle aktiviteter er stor, blandt andet inden for korsang.
Kønsforskellene er små i Sverige, der ligger på en fjerdeplads på globalt plan inden for dette område. Der er en ret liberal holdning til seksualitet, herunder homoseksualitet, i landet, og en lov fra 2009 har givet fuld ligestilling for homoseksuelle til ægteskab, både kirkelig og borgerlig.

### Helligdage
Den svenske helligdagskalender består hovedsagelig af bredt udbredte protestantiske helligdage som jul og påske. Der fejres desuden en række årlige begivenheder, hvoraf nogle stammer tilbage fra førkristen tid.
Blandt disse er midsommer, der afholdes den fredag og lørdag, der ligger nærmest den 21. juni. Om fredagen fejres midsommarafton med dans omkring majstangen (midsommarstången), hvilket oftest sker hen på eftermiddagen. Lørdagen er midsommardagen, der regnes som helligdag.
Af andre fejringer kan nævnes valborgsaften 30. april, hvor der er tradition for at afbrænde bål. Sankta Lucia-dagen, 13. december, fejres med optog af børn, der bærer lys; dagen markerer også julens snarlige komme og vintersolhverv.
Med en stærk arbejderbevægelse er 1. maj national fridag og her som i en række andre lande genstand for demonstrationer og taler, mens Sveriges nationaldag, 6. juni, siden 1995 ligeledes er fridag.

### Musik
Sverige har en rig musikalsk tradition, der spænder fra middelalderlige folkeviser til moderne hiphop. Musikken hos de førkristne nordboer er gået tabt i historien, selv om man har forsøgt at genskabe den baseret på fund af instrumenter fra vikingebosteder. De instrumenter, man har fundet, omfatter luren, simple strengeinstrumenter, træfløjter og trommer. Det er muligt, at dele af vikingernes musiktraditioner har overlevet i den ældste svenske folkemusik. I nutiden er der en betydelig folkemusikscene i Sverige, hvor man dels dyrker musikken i dens oprindelige tradition, dels fortolker den i en nutidig kontekst, hvor folkemusikken for eksempel kan kombineres med moderne musikformer som jazz eller rock. I folkemusikken finder man undertiden det unikt svenske instrument nøgleharpen, der fx anvendes af den traditionelt orienterede gruppe Väsen; grupper, der kobler folkemusik med moderne elementer, omfatter blandt andet Kebnekajse, Hedningarna, Garmarna og Nordman. Samerne bidrager til musikken med den traditionelle joik, en sangform knyttet til den samiske, animalistiske åndelighed.
Blandt de kendte komponister i den svenske musikhistorie finder man Carl Michael Bellman, der betragtes som noget af en nationalskjald, der har inspireret en række nyere visesangere. Inden for den klassiske musik finder man Johan Helmich Roman, der undertiden omtales som fader til den svenske musik. Han blev efterfulgt af komponister som Franz Berwald, romantikerne Hugo Alfvén, Wilhelm Peterson-Berger og Wilhelm Stenhammar. Modernismen repræsenteredes i Sverige af blandt andet Hilding Rosenberg, mens der inden for nyklassicismen kan nævnes Lars-Erik Larsson.
Blandt de klassiske musikalske udøvere kendes internationalt en række svenskere. Jenny Lind, der i midten af det 19. århundrede turnerede verden over, blev kaldt den "svenske nattergal", og i det 20. århundrede opnåede Jussi Björling og Birgit Nilsson stor international succes. Endvidere kan nævnes dirigenten og korlederen Eric Ericson, der regnes som en af hovedmændene bag det svenske "kormirakel".
I det 20. århundrede har den rytmiske musik fået stor gennemslagskraft i Sverige, og svenske musikere har inden for dette område haft betydelig international succes. Jazzen er repræsenteret af blandt andre Arne Domnerus og Lars Gullin, mens Björn Skifs og Abba var de første pop-rock musikere, der slog deres navne fast internationalt. Skifs nåede toppen på den amerikanske hitliste i 1974 med "Hooked on a Feeling", mens Abbas store succes indledtes med sejren i Eurovision Song Contest 1974 med sangen "Waterloo", som blev fulgt op af knap ti år med en succes, der er uden sidestykke i svensk musik. Flere andre navne har dog også opnået international succes siden, heriblandt Roxette, Ace of Base og The Cardigans. En række sangskrivere har ligeledes gjort sig bemærket på den internationale scene, blandt andet Denniz Pop, Max Martin og Thomas G:son. Inden for house/techno/eurodance kendes navne som Swedish House Mafia, Avicii, Basshunter og Eric Prydz uden for landets grænser.
Inden for Sveriges grænser har dansebandmusikken haft stor succes siden 1970'erne med navne som Vikingarna, Thorleifs, Wizex og Lasse Stefanz.

### Billedkunst
Svensk billedkunst har historisk set især været præget af strømninger fra det kontinentale Europa. De tidligste værker, man kender, er helleristninger i form af symboler, figurer og andre afbildninger, der kan dateres så langt tilbage som til 7000 f.Kr. En af de første, kendte billedkunstnere var Balle den Røde fra omkring år 1000.
Med kristendommens indførelse fulgte også en ny form for ikonografi, og kirkerne i særligt det mellemste Sverige blev i stort omfang dekoreret med kalkmalerier, blandt andet af Albertus Pictor i det 15. århundrede. Fra Sveriges stormagtstid kendes billedkunstnere som David Klöcker Ehrenstrahl og Erik Dahlbergh, og i frihedstiden i det 18. århundrede fik kulturen et opsving, der blandt andet gav sig udslag i den specielle gustavianske stil med billedhuggeren Johan Tobias Sergel som en af eksponenterne. Den følgende periode med økonomisk stagnation gik ud over den etablerede billedkunst, men til gengæld blomstrede almuemaleriet i begyndelsen af det 19. århundrede. Denne folkelige kunstform er fastholdt op til nutiden. Mod slutningen af århundredet virkede to navne, der også var kendte uden for landet, nemlig Carl Larsson og Anders Zorn.
I det 20. århundrede dukkede mange nye stilarter op, heriblandt modernismen repræsenteret ved blandt andre Gösta Adrian-Nilsson og ekspressionismen ved Sven "X-et" Erixson. Siden 1960'erne har der været et bredt spektrum af billedkunstformer og kunstnere, hvoriblandt kan nævnes Lars Vilks.

### Teater og scenekunst
Den svenske scenekunsts centrum er Dramaten i Stockholm. Her har instruktører som Ingmar Bergman og Lars Norén sat flere forestillinger op. I den lettere genre kender man blandt andet Povel Ramel samt parret Hans Alfredson og Tage Danielsson kendt som HasseåTage. Abba-musikerne Benny Andersson og Björn Ulvaeus har siden gruppens opløsning blandt andet skabt flere musicals, der også har haft succes internationalt.

### Film
Sverige var tidligt en filmmæssig stormagt med instruktører som Victor Sjöström og Mauritz Stiller, der skabte betydelige stumfilm, inden de sammen med stjerneskuespilleren Greta Garbo drog til Hollywood, et eventyr, der for Stillers vedkommende dog ikke blev forløst. Efter en periode i 1930'erne med fokus på folkekomedier var folk som Alf Sjöberg og Gustaf Molander under anden verdenskrig med til at hæve det kunstneriske niveau og derved bane vejen for svensk films mest kendte instruktør, Ingmar Bergman, der fik sit gennembrud i 1950'erne med film som Det syvende segl og Ved vejs ende, der gav ham et navn over hele verden. Hans film Jomfrukilden og Som i et spejl blev belønnet med Oscar for bedste fremmedsprogede film to år i træk, og film som Persona, Hvisken og råb, Høstsonaten samt Fanny og Alexander (sidstnævnte også lavet som tv-serie) var med til at cementere hans ry. Bergmans mangeårige filmfotograf Sven Nykvist blev også bemærket og arbejdede desuden sammen med internationale instruktører som Woody Allen, Roman Polanski, Andrej Tarkovskij og Nora Ephron.
Blandt de øvrige instruktører, der markerede sig i anden halvdel af det 20. århundrede, var Vilgot Sjöman, der især blev kendt for sine seksuelt frigjorte Jeg er nysgerrig-film, samt Bo Widerberg, der blev Oscar-nomineret tre gange for blandt andet filmene Oprøret i Ådalen og Lærerinden. Senere fulgte Lasse Hallström, der fik et stort gennembrud med Mit liv som hund, og som har fået en stor Hollywood-karriere med film som Æblemostreglementet og Chocolat. Andre nyere navne er Roy Andersson med film som Sange fra anden sal og Lukas Moodysson med Fucking Åmål og Lilja 4-ever.
Ud over Garbo har en række andre svenske skuespillere markeret sig internationalt. Der kan nævnes Ingrid Bergman, Max von Sydow, Stellan Skarsgård, Lena Olin og Noomi Rapace, der alle har optrådt i store Hollywood-produktioner samt i andre internationale sammenhænge.

### Arkitektur
Inden det 14. århundrede var de fleste bygninger opført i tegl eller af træ, men efterhånden forskød dette sig imod sten som byggemateriale. Blandt de tidligste svenske stenbygninger var romanske kirker på landet. Mange af kirkerne i Skåne er i realiteten danske, da området på det tidspunkt var dansk. Således er Lund Domkirke fra det 12. århundrede i dansk tradition lige som den noget ældre kirke i Dalby, mens en række andre kirker er opført i hanseatisk tradition, som kirkerne i Ystad, Malmø og Helsingborg.
Katedralerne i de øvrige dele af Sverige blev opført, så de også var boliger for biskopperne. Skara Domkirke blev bygget i tegl i det 15. århundrede, og Uppsala Domkirke blev opført i det 16. århundrede. Fundamentet til Linköping Domkirke blev lagt i 1230, det anvendte materiale var kalksten, og opførelsen tog 250 år.
Blandt de øvrige ældre bygningsværker finder man vigtige fæstningsværker som Borgholm Slot og Visby-ringmuren.
Omkring 1520 i Gustav Vasas regeringstid begyndte opførelsen af store herregårde, fæstningsværker og slotte. Nogle af de mest imponerende af disse er Kalmar Slot, Gripsholm Slot og Vadstena Slot. De følgende par århundreder var domineret af barok efterfulgt af rokoko. Kendte projekter fra den tid omfatter Karlskrona, hvis centrale del er optaget på UNESCO's Verdensarvsliste, samt Drottningholm Slot. I forbindelse med Stockholmudstillingen i 1930 fik funkis-stilen sit gennembrud og kom til at dominere arkitekturen de følgende årtier. Et vigtigt projekt i denne stil var millionprogrammet fra 1960'erne og 1970'erne.
Den nyeste tendens i svensk arkitektur er skyskrabere, som ellers ikke er udbredte i Norden. Især Malmø og Stockholm har eksempler på skyskrabere på 80 m og højere, men de forekommer typisk enkeltstående i modsætning til i nogle forretningskvarterer i store byer i resten af verden. Turning Torso i Malmø var indtil 2022 den højeste skyskraber i Norden og den næsthøjeste beboelsesbygning i Europa. Den højeste svenske skyskraber er Karlatornet med 245 meters højde.

### Medier
Svenskerne er et af de mest avislæsende folk i verden, og næsten alle byer har en lokal avis. De største morgenaviser er Dagens Nyheter (liberal), Göteborgs-Posten (liberal), Svenska Dagbladet (liberal/konservativ) og Sydsvenska Dagbladet (liberal). De største aftenblade er Aftonbladet (socialdemokratisk) og Expressen (liberal). Den reklamefinansierede gratisavis Metro International opstod i Stockholm.
Sveriges radio- og tv-udsendelser var i mange år statsmonopoliseret, og licensfinansieret radioudsendelse begyndet i 1925. En ny kanal åbnede i 1954, og en tredje kanal i 1962 som modsvar til piratradioudsendelser. I 1979 blev der åbnet for ikke-kommercielle nærradiostationer og i 1993 for kommercielle stationer. Licensbaseret tv-transmission blev indledt i 1956, og den blev suppleret af en ekstra ekstra kanal i 1969. De to kanaler, som siden slutningen af 1970'erne har været drevet af Sveriges Television, havde monopol indtil 1980'erne, hvor kabel- og satellit-tv blev mulig. Den første svenske satellit-station var TV3, som indledte sine udsendelser fra London i 1987. Den blev fulgt op af Kanal 5 i 1989 og TV4 i 1990.
I 1991 vedtog Riksdagen at tillade kommercielle kanaler at bruge det jordbaserede udsendelsesnet, og TV4 blev den første station, der fik tilladelse hertil og begyndte transmissioner ad den kanal i 1992. Omkring halvdelen af befolkningen er forbundet til kabelnet. Digitale transmissioner blev indledt i 1999, og den sidste analoge udsendelse fandt sted i 2007.

### Det svenske køkken
Det svenske køkken er i lighed med de øvrige nordiske køkkener traditionelt nøjsomt. Fisk (særligt sild), kød, kartofler og mælkeprodukter spillede fra tidens morgen centrale roller i føden.
Brugen af krydderier var begrænset. Blandt de kendte svenske retter er köttbullar (traditionelt serveret med sovs, kartofler og tyttebærsyltetøj), pandekager, ludfisk samt smörgåsbord. Akvavit er en populær destilleret spiritus, der har en stor kulturel betydning. Knækbrødet har en lang tradition, der er bevaret og tilpasset nutidens behov, mens surströmming (fermenteret sild) er en særlig nordsvensk specialitet, hvis rygte (måske i højere grad end selve retten) kendes over store dele af verden.
Maden har en vigtig placering i en række svenske traditioner. Til julen hører blandt andet juleskinke, sylte og forskellige fiskeretter som sild og laks, ved midsommer spises der ofte marinerede sild med nye kartofler og rømme efterfulgt af jordbær med fløde, i sensommeren er der tradition for krebsegilde og mortensaften spises gås.

### Sport
Svenskerne er meget sportsglade, og mere end halvdelen af befolkningen er aktive i organiseret sport. De to mest populære sportsgrene tilskuermæssigt er ishockey og fodbold. Fodbold er endvidere den idræt, som har flest organiserede medlemmer, fulgt af forskellige former for hestesport. Derefter følger golf, atletik, håndbold, floorball, basketball og bandy.
Svensk idræt har fostret mange store resultater i tidens løb. Tre Kronor, det svenske ishockeylandshold, er et af det allerbedste i verden med adskillige VM- og OL-titler, heriblandt VM-titlen for 2013. Sveriges fodboldlandshold har flotte VM-resultater at se tilbage på, idet det blev til VM-sølv på hjemmebane i 1958 samt bronze i 1950 og 1994. En af nutidens helt store fodboldstjerner, Zlatan Ibrahimovic, er omdrejningspunktet på landsholdet i disse år. Herrehåndboldlandsholdet var i en årrække i 1990'erne og først i 2000'erne et af verdens allerbedste hold og vandt i den periode to VM-, fire EM- og tre OL-guldmedaljer.
Blandt de individuelle sportsgrene har flere svenskere gjort sig bemærket i blandt andet atletik, heriblandt Carolina Klüft og Stefan Holm, og en gylden generation af svenske tennisspillere vandt talrige Grand Slam-titler fra 1970'erne op til 1990'erne med Björn Borg, Mats Wilander og Stefan Edberg i spidsen. I en periode var svenske bordtennisspillere nogle af de få, der kunne matche de ellers så suveræne kinesiske spillere; Jan-Ove Waldner var en af svenskernes spydspidser med adskillige VM-, EM- og OL-medaljer. Af andre svenske stjerner kan nævnes bokseren Ingemar "Ingo" Johansson, skiløberen Ingemar Stenmark og golfspilleren Annika Sörenstam.
Sommer-OL blev afholdt i Sverige i 1912, og slutrunden om VM i fodbold fandt sted i landet i 1958. Også andre store mesterskaber har fundet sted i Sverige, heriblandt EM i fodbold, samt inden for ishockey, curling, skisport, svømning og atletik.